# Ophthalmipora
Ophthalmipora es un género de foraminífero bentónico de la subfamilia Milioliporinae, de la familia Milioliporidae, de la superfamilia Soritoidea, del suborden Miliolina y del orden Miliolida. Su especie tipo es Ophthalmipora dolomitica. Su rango cronoestratigráfico abarca el Carniense (Triásico superior).

## Discusión
Algunas clasificaciones incluyen Ophthalmipora en la superfamilia Milioliporoidea.

## Clasificación
Ophthalmipora incluye a las siguientes especies:
- Ophthalmipora dolomitica †
- Ophthalmipora falsoexiguum †